# Wapen van de Sovjet-Unie
Het wapen van de Sovjet-Unie (Russisch: Государственный герб СССР) werd aangenomen in 1924 en bleef in gebruik tot het uiteenvallen van de Sovjet-Unie in 1991. Hoewel het wapen niet aan heraldische regels voldoet en daarom in feite een embleem is en geen wapen, noemden de Sovjets het een герб (het woord dat meestal vertaald wordt als "wapen").
Het wapen toont de traditionele communistische symbolen in de stijl van de socialistische heraldiek: de hamer en sikkel, de opkomende zon en de rode ster. De hamer en sikkel zijn boven een wereldbol geplaatst, hetgeen de internationalistische ambities van het communisme symboliseert. De wereldbol wordt omringd door twee balen tarwe, die bijeengehouden worden door een rood lint. Op dit lint staan in de officiële talen van de socialistische sovjetrepublieken het communistische motto "Arbeiders aller landen, verenigt U".
Elke Sovjetrepubliek had zijn eigen wapen, dat gebaseerd was op het nationale wapen.